# Geert Verheyen
Geert Verheyen (Diest, 10 marzo 1973) è un ex ciclista su strada belga, attivo dal 1994 al 2011.

## Palmarès

### Strada
- 1993 (Juniores, due vittorie)

3ª tappa Tour du Hainaut (Braine-le-Comte > Aubel)
5ª tappa Tour du Hainaut (Rochefort > Chapelle-lez-Herlaimont)
- 1998 (Lotto-Mobistar, due vittorie)

Grand Prix de la Ville de Lillers
GP Lucien Van Impe
- 1999 (Lotto-Mobistar, una vittoria)

2ª tappa Route du Sud (Montauban > Mazamet)
- 2001 (Rabobank, due vittorie)

GP Zele
Luk-Cup Bühl
- 2003 (Marlux-Wincor Nixdorf, una vittoria)

4ª tappa Circuit Franco-Belge (Quiévrain > Tournai)
- 2005 (Landbouwkrediet-Colnago, una vittoria)

Flèche Hesbignonne-Cras Avernas

#### Altri successi
- 1993 (Juniores)

Molenbeek-Wersbeek

## Piazzamenti

### Grandi Giri
- Giro d'Italia

2002: 47º
2004: 48º
- Tour de France

1998: 23º
1999: 45º
2000: 20º
2001: 72º
- Vuelta a España

2001: 40º
2007: 46º

### Classiche monumento
- Milano-Sanremo

1999: 38º
2000: 52º
- Giro delle Fiandre

2003: 32º
2004: 52º
2005: 45º
2008: 70º
2009: 81º
2010: ritirato
2011: 82º
- Liegi-Bastogne-Liegi

1997: 58º
1998: 43º
1999: 44º
2000: 24º
2001: 26º
2002: 52º
2004: 47º
2005: ritirato
2009: ritirato
2010: 87º
2011: ritirato

### Competizioni mondiali
- Campionati del mondo

Duitama 1995 - In linea Elite: ritirato
Lisbona 2001 - In linea Elite: 49º
Verona 2004 - In linea Elite: 31º